# Biserica „Sfinții Arhangheli Mihail și Gavriil” din Răzeni
Biserica „Sf. Arhangheli Mihail și Gavriil” este o biserică amplasată în Răzeni, raionul Ialoveni, Republica Moldova. Este un monument arhitectural de importanță națională inclus în Registrul monumentelor Republicii Moldova ocrotite de stat cu nr. 111 (raionul Căinari). Datează din 1885.